# 24-й армейский корпус (вермахт)
24-й армейский корпус (нем. XXIV. Armeekorps), сформирован 17 сентября 1939 года.
16 ноября 1940 года переформирован в 24-й моторизованный корпус.
В начале июля 1942 переименован в 24-й танковый корпус.

## Боевой путь корпуса
В мае-июне 1940 года —  Французская кампания  (в составе 1-й армии).

## Состав корпуса
Сентябрь 1939 года
- 6-я пехотная дивизия

Июнь 1940
- 60-я пехотная дивизия
- 168-я пехотная дивизия
- 252-я пехотная дивизия

Июнь 1942
- 9-я танковая дивизия
- 11-я танковая дивизия
- 3-я моторизованная дивизия

## Командующие корпусом
- С 17 сентября 1939 — генерал инженерных войск Вальтер Кунце
- С 15 февраля 1940 — генерал кавалерии Лео фрайхерр Гейр фон Швеппенбург